# Te tocó a ti (programa de televisión)
Te tocó a ti es un programa de televisión venezolano producido y conducido por Sandra Villanueva, Ivo Contreras y la asesoría profesional del zar de la belleza Osmel Sousa para la cadena de televisión por suscripción Venevisión+Plus, el cual está dedicado a presentación de la cirugía estética como ayuda a aquellas personas que presentan problemas de autoestima debido a malformaciones, accidentes o enfermedades congénitas.

## Formato
El espacio televisivo cuenta las historias de diversas personas que aceptaron el reto de colocarse en manos de médicos y especialistas para cambiar su apariencia y volver a tener una vida normal, debido a que sufrieron un accidente o hayan nacido con alguna enfermedad o malformación congénita, y se les hace una cirugía reconstructiva. El objetivo del programa es devolverles o darles, según el caso, una buena apariencia física para que ellas tengan una vida normal.
Un panel de especialistas integrado por los doctores Peter Römer, Froilán Páez, Juan Francisco Cabello, Javier Gómez, Andrés Ruiz y Nadia Mohtar en el área quirúrgica y maxilofacial; Sonia Roffé en dermatología; y Maarten Vanderberg, Luis Alfonso Márquez y Víctor Sánchez en odontología evaluaron los casos y seleccionaron a 15 pacientes cuyas historias clínicas se adaptaran a los tiempos de la televisión. El televidente podrá ver la transformación de estas personas sin tono dramático. De acuerdo con Villanueva, la intención no es que el público sienta lástima por los casos, sino que aprenda de ellos y de sus posibilidades de avanzar.

## Producción
En junio de 2016 Venevisión Plus lanzó una convocatoria fuera de lo común: invitaron a todas aquellas personas con alteraciones anatómicas visibles que hubiesen sufrido accidentes o enfermedades que las marcaron física y psicológicamente, a enviar su testimonio con fotografías y videos mediante un correo electrónico. El resultado fueron más de 200 narraciones dramáticas en un buzón.
El estilista Ivo Contreras tuvo la idea de un programa para ayudar a personas que nacieron con alteraciones físicas, o que a causa de una enfermedad o un accidente sufrieron modificaciones en su cuerpo; se la planteó a Sandra Villanueva y a Osmel Sousa. La primera quedó encantada con la propuesta y se la comunicó a Alejandro Sertal, director de Broadcast del canal, quien la aprobó inmediatamente. El presidente de la Organización Miss Venezuela también aceptó y se unió al proyecto. A los participantes no se les pidió algún tipo de pago por sus procesos de renovación física y emocional y, en consecuencia, los respectivos especialistas son quienes asumen los costos de las operaciones.

## Emisión
Este programa se emite semanalmente los lunes a las 8:00 p. m.. Originalmente iba a ser estrenado el 14 de noviembre de 2016 en el horario de las 7:00 p. m., pero finalmente salió al aire el 30 de enero de 2017 a las 8:00 p. m..